# DCU (однострій)
Однострій DCU (англ. DCU, Desert Combat Uniform, дослівно — пустельний бойовий однострій) — камуфляжний військовий однострій Збройних сил США з 3-кольоровим пустельним камуфляжем (англ. 3 Color Desert Pattern), призначений для посушливого та пустельного середовища. Використовувався в 1991—2004 роках як у сухопутних військах, так і в морській піхоті, військово-морських і військово-повітряних силах.
У 2004 році, разом з одностроями BDU з «лісовим» камуфляжем Woodland була замінена в Збройних силах США на нові однострої ACU з єдиним «універсальним» камуфляжем UCP, призначеним для роботи як в лісовій, так і пустельній місцевості.

## Опис

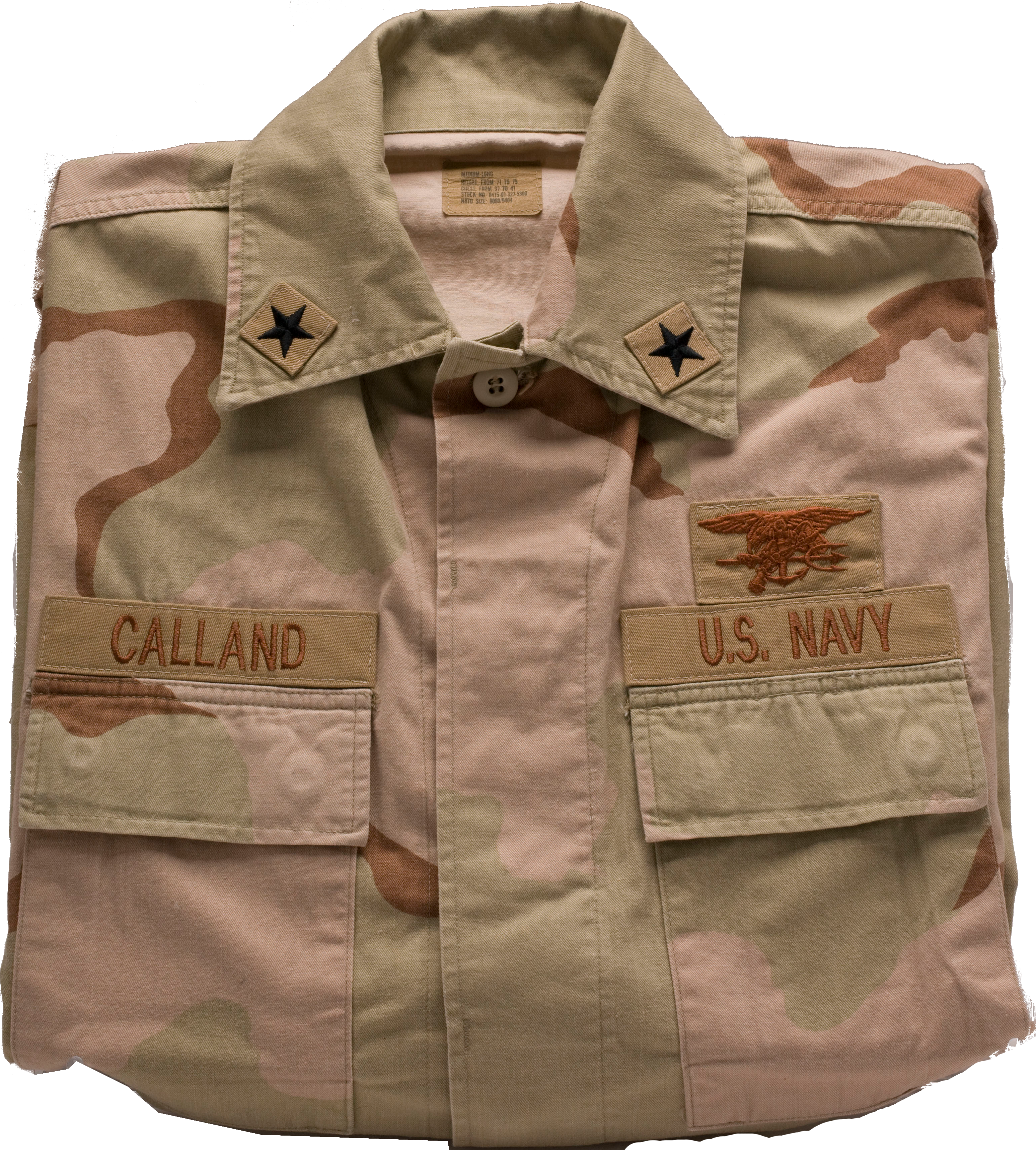
Сорочка однострою DCU адмірала Калланда (2008)

Камуфляж створено на основі досвіду, здобутого під час першої війни в Перській затоці. Тоді були помічені недоліки попереднього 6-кольорового пустельного камуфляжу на однострої DBDU — слабкі маскувальні властивості в аравійських пустелях, а також надмірне нагрівання темних плям. Таким чином командування вирішило впровадити новий камуфляж — трьохколірний пустельний камуфляж розроблений 1990 року. Офіційно це сталося в 1992 році. Разом із новим камуфляжем було представлено новий однострій BDU (англ. Battle dress uniform). Від попереднього DBDU він відрізнявся лише новим камуфляжем. Поряд із DCU запроваджено і тропічну версію камуфляжного однострою для спекотної погоди (англ. Hot Weather Desert Camouflage Uniform, HWDCU) із тоншого матеріалу з рипстопом.

## Використання
Перше широко відоме використання нового камуфляжу відбулося під час операції в Сомалі 1993 року. На світлинах з того періоду можна запримітити цікаву появу однострою і спорядження у трьох камуфляжах: Woodland, 6 Color Desert Pattern та 3 Color Desert Pattern. Це було пов'язано з неможливістю швидко оснастити підрозділи новим камуфляжем та з нестачею складів.
Пізніше однострої DCU і HWDCU також з'явилися в таких операціях, як Друга війна в Перській затоці та війна в Афганістані.

## Користувачі

### Поточні

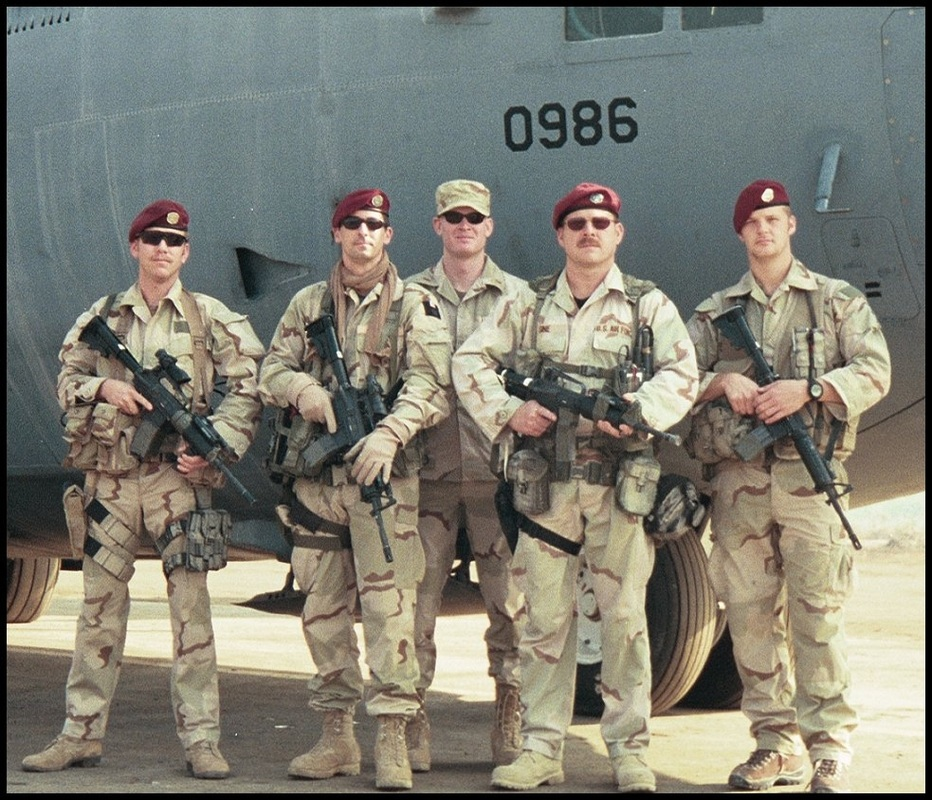
Американські десантники в однострої з 3-х кольоровим пустельним камуфляжем DCU (1990)

- Афганістан: є відомості про використання афганськими командос, які працювали у Спецзагоні 444 (англ. Task Force 444).[6]
- Аргентина: використовується аргентинськими військами у миротворчих операціях.[7]
- Вірменія: використовувалася вірменськими миротворцями в Іраку.
- Боснія і Герцеговина: використовується боснійськими військами в Афганістані.[8]
- Грузія: DCU був основним зразком камуфляжу, який використовували грузинські підрозділи в Іраку, також використовувався на початкових етапах грузинської місії в Афганістані.[8]
- Єгипет
- Ізраїль: використовується ізраїльськими спецпризначенцями.[9]
- Саудівська Аравія[10]
- Сенегал
- ОАЕ[11]

### Колишні
- Австралія
- Чилі
- Хорватія[12]
- Домініканська Республіка
- Гаїті
- Ірак
- Кувейт
- Латвія
- Нідерланди[13]
- Північна Македонія[14]

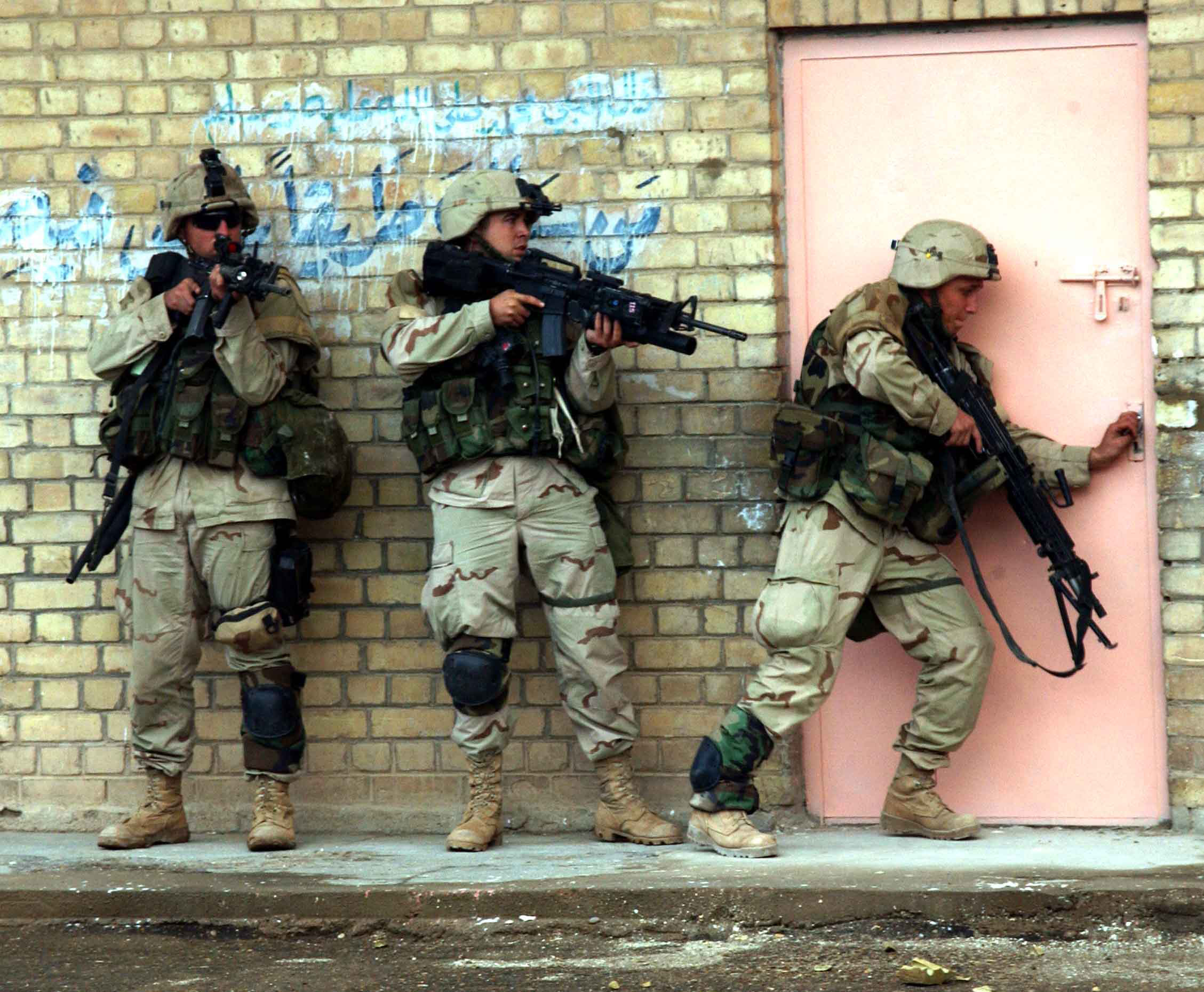
Вояки в одностроях DCU

- Словенія: використовувалася до 2013.[15]
- США